# Thielbeer
Thielbeer ist eine Ortschaft und ein Ortsteil der Einheitsgemeinde Stadt Arendsee (Altmark) im Altmarkkreis Salzwedel in Sachsen-Anhalt.

## Geographie

### Lage
Thielbeer, ein Straßendorf mit Kirche, liegt vier Kilometer südlich der Stadt Arendsee (Altmark) im Norden der Altmark. Im Nordosten des Dorfes liegt der etwa 37 Meter hohe Voss-Berg mit einer ehemaligen Sandgrube.

### Ortschaftsgliederung
Zur Ortschaft Thielbeer gehören die Ortsteile Thielbeer und Zühlen.

## Geschichte

### Mittelalter bis 19. Jahrhundert
Kurz vor 1309 wurde ein Dyderich Tylym und vor 1311 Thiderici de Tylebe in Salzwedel genannt.
Das Dorf Thielbeer wird am 16. Juni 1338 erstmals als villa Tyllebe erwähnt, als der Knappe Heinrich von Garthow dem Kloster Arendsee einen Hof in Thielbeer überlässt. Im Landbuch der Mark Brandenburg von 1375 wird der Ort je nach Transkription der Handschrift als Tilebe oder Tylebe aufgeführt. Von den 30 Hufen waren 17 wüst. Die von Gartow hatten das Gericht, die von Bartensleben, das Kloster Arendsee, der Marienaltar in Gartow und die Familie Clüden hatten hier Besitz. Weitere Nennungen sind 1541 Dilebo, 1608 Tielbe, 1687 Tiellebeer, 1775 Thielbär, Tielebier, Tielpke, Thielbeen, 1820 Thielbeer, Plattdeutsch: Thielpke.
Im Norden des Dorfes links der Straße nach Arendsee stand eine Windmühle.

### Wüstung
Wilhelm Zahn berichtete 1909 von einer Ackerbreite, die Dorfstellen genannt, die südwestlich vom Dorf, westlich vom Weg nach Kerkuhn auf der Feldflur von Thielbeer liegt. 1863 wurde berichtet, dass dort Spuren ehemaliger Gebäude und Schlacken ausgepflügt worden sind.

### Herkunft des Ortsnamens
Heinrich Sültmann deutet die Silbe „leve“ in der alten Schreibung. Althochdeutsch wäre das „zidal“ für „Honigweide“, daher „Zeidelbär“, niederdeutsch „tielbär“.
Johann Friedrich Danneil berichtete 1863, dass das Dorf „im Munde des gemeinen Mannes“ nur „Thielbk“ genannt wird. Somit könnte das, wie Sültmann schreibt, mit Julius Langer eine Abkürzung für „Tielbeck“ sein. Dann wäre es ein Bach, an dessen Ufer den Bienen reichlich Nahrung geboten wird.

### Eingemeindungen
Bis 1807 gehörte das Dorf zum Arendseeischen Kreis der Mark Brandenburg in der Altmark. Danach lag es ab 1807 bis 1813 im Kanton Arendsee auf dem Territorium des napoleonischen Königreichs Westphalen. Ab 1816 gehört die Gemeinde zum Kreis Osterburg, dem späteren Landkreis Osterburg in der preußischen Provinz Sachsen.
Am 20. Juli 1950 wurde die bis dahin eigenständige Gemeinde Zühlen aus dem Landkreis Osterburg in die Gemeinde Thielbeer eingemeindet.
Am 25. Juli 1952 wurde die Gemeinde Thielbeer aus dem Landkreis Osterburg in den Kreis Seehausen umgegliedert. Am 2. Juli 1965 erfolgte die Umgliederung in den Kreis Osterburg.
Durch einen Gebietsänderungsvertrag beschloss der Gemeinderat der Gemeinde Thielbeer am 12. Mai 2009, dass die Gemeinde Thielbeer in die Stadt Arendsee (Altmark) eingemeindet wird. Dieser Vertrag wurde vom Landkreis als unterer Kommunalaufsichtsbehörde genehmigt und trat am 1. Januar 2010 in Kraft.
Nach Eingemeindung der bisher selbstständigen Gemeinde Thielbeer wurden Thielbeer und Zühlen Ortsteile der Stadt Arendsee (Altmark). Für die eingemeindete Gemeinde wurden die Ortschaftsverfassung nach den §§ 86 ff. Gemeindeordnung Sachsen-Anhalt eingeführt. Die eingemeindete Gemeinde Thielbeer und künftigen Ortsteile Thielbeer und Zühlen wurden zur Ortschaft der aufnehmenden Stadt Arendsee (Altmark). In der eingemeindeten Gemeinde und nunmehrigen Ortschaft Thielbeer wurde ein Ortschaftsrat mit fünf Mitgliedern einschließlich Ortsbürgermeister gebildet.

### Einwohnerentwicklung

#### Gemeinde
| Jahr | Einwohner |
| ---- | --------- |
| 1734 | 140       |
| 1774 | 110       |
| 1789 | 117       |
| 1798 | 119       |
| 1801 | 101       |
| 1818 | 080       |
| 1840 | 123       |
| 1864 | 175       |
| 1871 | 186       |
| 1885 | 149       |
| 1892 | [00]163   |

| Jahr | Einwohner |
| ---- | --------- |
| 1895 | 168       |
| 1900 | [00]150   |
| 1905 | 163       |
| 1910 | [00]182   |
| 1925 | 159       |
| 1939 | 150       |
| 1946 | 260       |
| 1964 | 229       |
| 1971 | 264       |
| 1981 | 199       |
| 1985 | [00]196   |

| Jahr | Einwohner |
| ---- | --------- |
| 1990 | [00]185   |
| 1993 | 179       |
| 1995 | [00]195   |
| 1998 | [00]186   |
| 2000 | [00]181   |
| 2002 | [00]183   |
| 2005 | [00]180   |
| 2006 | [00]174   |
| 2007 | [00]168   |
| 2008 | [00]165   |
| 2009 | [00]154   |

Quelle, wenn nicht angegeben, bis 1993

#### Ortsteil
| Jahr | Einwohner |
| ---- | --------- |
| 2011 | 100       |
| 2012 | 093       |
| 2013 | 090       |
| 2014 | 094       |
| 2015 | 095       |
| 2016 | 102       |

| Jahr | Einwohner |
| ---- | --------- |
| 2017 | 095       |
| 2020 | [00]092   |
| 2021 | [00]95    |
| 2022 | [0]90     |
| 2023 | [0]92     |

Quelle, wenn nicht angegeben, ab 2011 bis 2017

## Religion
Die evangelische Kirchengemeinde Thielbeer gehörte früher zur Pfarrei Sanne und heute zum Kirchspiel Sanne-Kerkuhn-Thielbeer im Pfarrbereich Arendsee im Kirchenkreis Stendal im Bischofssprengel Magdeburg der Evangelischen Kirche in Mitteldeutschland.

## Politik

### Ortsbürgermeister
Norbert Albrecht (CDU) ist seit Juli 2024 Ortsbürgermeister der Ortschaft Thielbeer.
Vor ihm war Anne Roth von 2014 bis Juni 2024 Ortsbürgermeisterin. Der letzte Bürgermeister der Gemeinde war Marko Janke. Er war bis 2014 Ortsbürgermeister.

### Ortschaftsrat
Die Ortschaftsratswahl am 9. Juni 2024 ergab folgende Sitzverteilung:
- 3 Sitze CDU
- je 1 Sitz
  - Einzelbewerberin Roth
  - Einzelbewerber Franke

Gewählt wurden 1 Ortschaftsrätin und 4 Räte. Die Wahlbeteiligung betrug 57,55 Prozent.

## Kultur und Sehenswürdigkeiten

### Dorfkirche

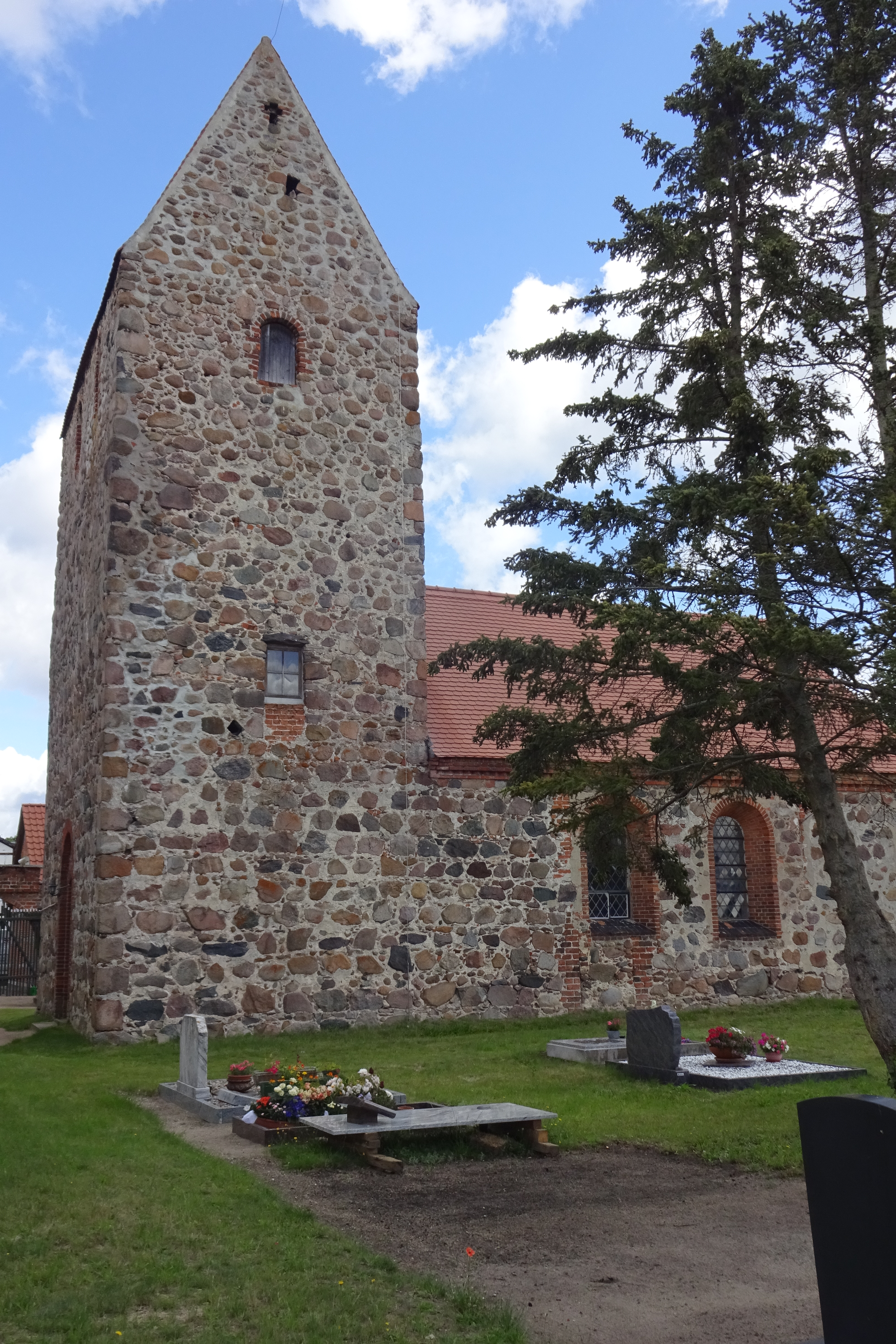
Dorfkirche Thielbeer mit Friedhof

Die evangelische Dorfkirche Thielbeer, ein Feldsteinbau, stammt vermutlich etwa aus der Mitte des 13. Jahrhunderts. Die Kirche war eine Filialkirche der Dorfkirche Sanne (Arendsee).
Das Bauwerk ist eine kleine Saalkirche mit Westquerturm. Sie ist mit einem früher steileren Dach gedeckt, wird durch Lanzettfenster erhellt und hat am Turm einen erhöhten Zugang, der auf eine frühere Nutzung der Kirche als Zufluchtsort schließen lässt. An der Nordseite des Schiffes ist ein vermauertes gotisches Backsteinportal zu erkennen. Der Westeingang und die Rundbogenfenster stammen aus dem 19. Jahrhundert. Das Turmerdgeschoss zeigt Anzeichen einer möglicherweise nur beabsichtigten Einwölbung und eine große Spitzbogenöffnung zum flachgedeckten Schiff.
Die schlichte Ausstattung stammt vom Ende des 19. Jahrhunderts. Ein spätgotisches Schnitzaltarretabel wird heute in der Kirche St. Sebastian in Magdeburg aufbewahrt.

### Weiteres
- Die Kirche steht auf dem Ortsfriedhof, der durch ein spitzbogiges Kirchhofsportal des 15. Jahrhunderts erschlossen wird.
- Zwei Bauernhöfe im Dorf stehen unter Denkmalschutz.
- Der Reit- und Fahrverein „Ferdinand von Schill“ e. V. organisiert jährlich ein Reitturnier, den Reitertag.